# Simon Webbe
Simon Webbe, nascido Simon Solomon Webbe (Moss Side, Manchester, Inglaterra a 29 de Março  de 1979), é um cantor, compositor, ator e empresário. Webbe é um dos integrantes do grupo Blue.
Ele tem uma filha, Alanah, nascida em 1997, com a ex-namorada Nicola Jones. Ela é a inspiração para o seu single de 2007, "Grace". Ele é, segundo as notícias, primo da antiga cantora das Sugababes, Keisha Buchanan. Seu irmão Quinton licenciou-se na universidade Sheffield. Ele está atualmente casado com a cantora iraniana e participante do X Factor, Layla Manoochehri.

## Discografia

### Álbuns
- Sanctuary - 2005
- Grace - 2006
- Live - 2007

### Singles
- "Lay Your Hands" - 2005
- "No Worries" - 2005
- "After All This Time" - 2006
- "Coming Around Again" - 2006
- "My Soul Pleads for You" - 2007
- "Seventeen" - 2007
- "Grace" - 2007
- "Ride the Storm" - 2007

## Filmografia
- The Truth About Love - 2004
- Rollin' With The Nines - 2006